# Bifrenaria racemosa
Bifrenaria racemosa (Hook.) Lindl. (1843), es una especie de orquídea epífita originaria de Brasil.

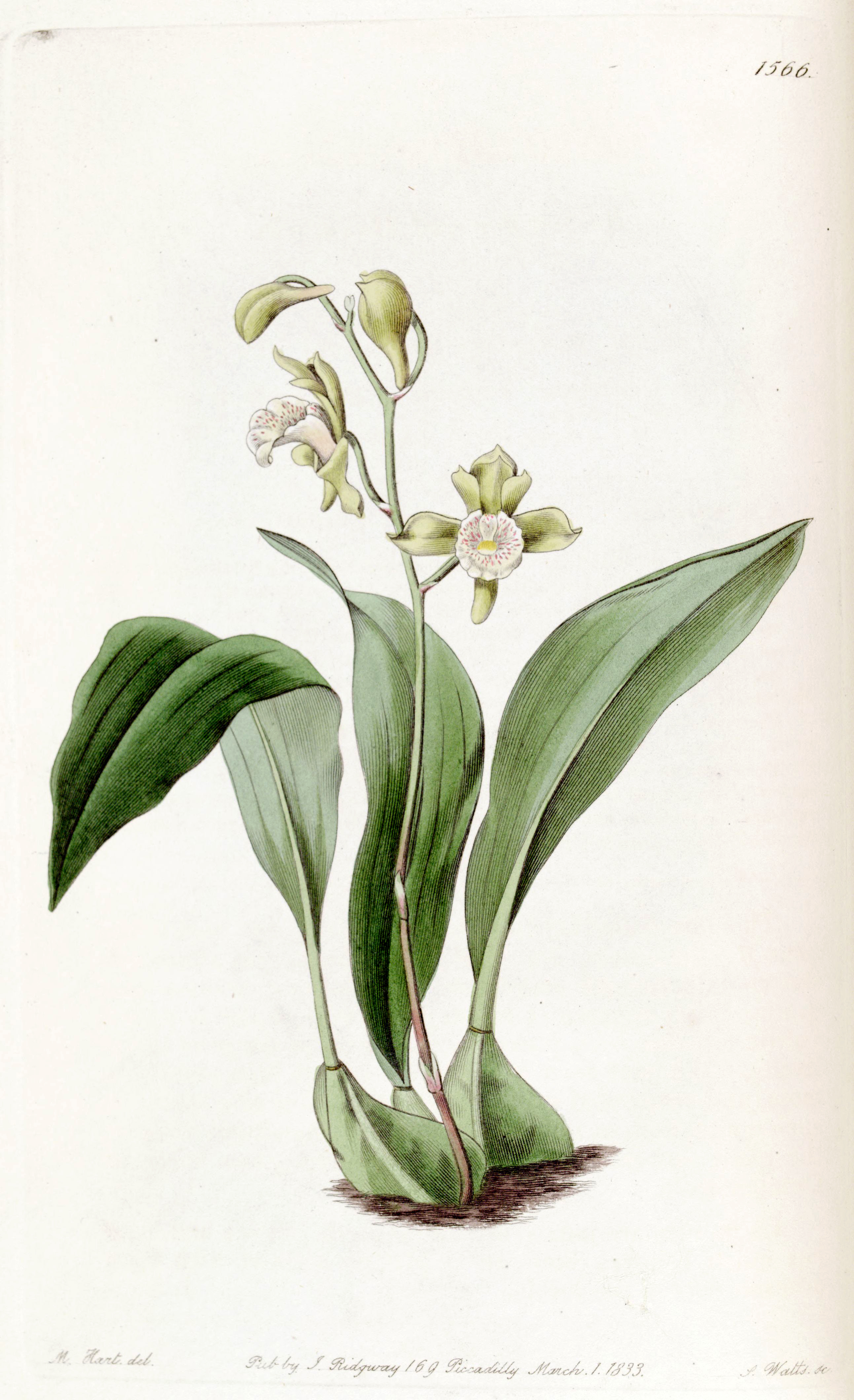
Ilustración

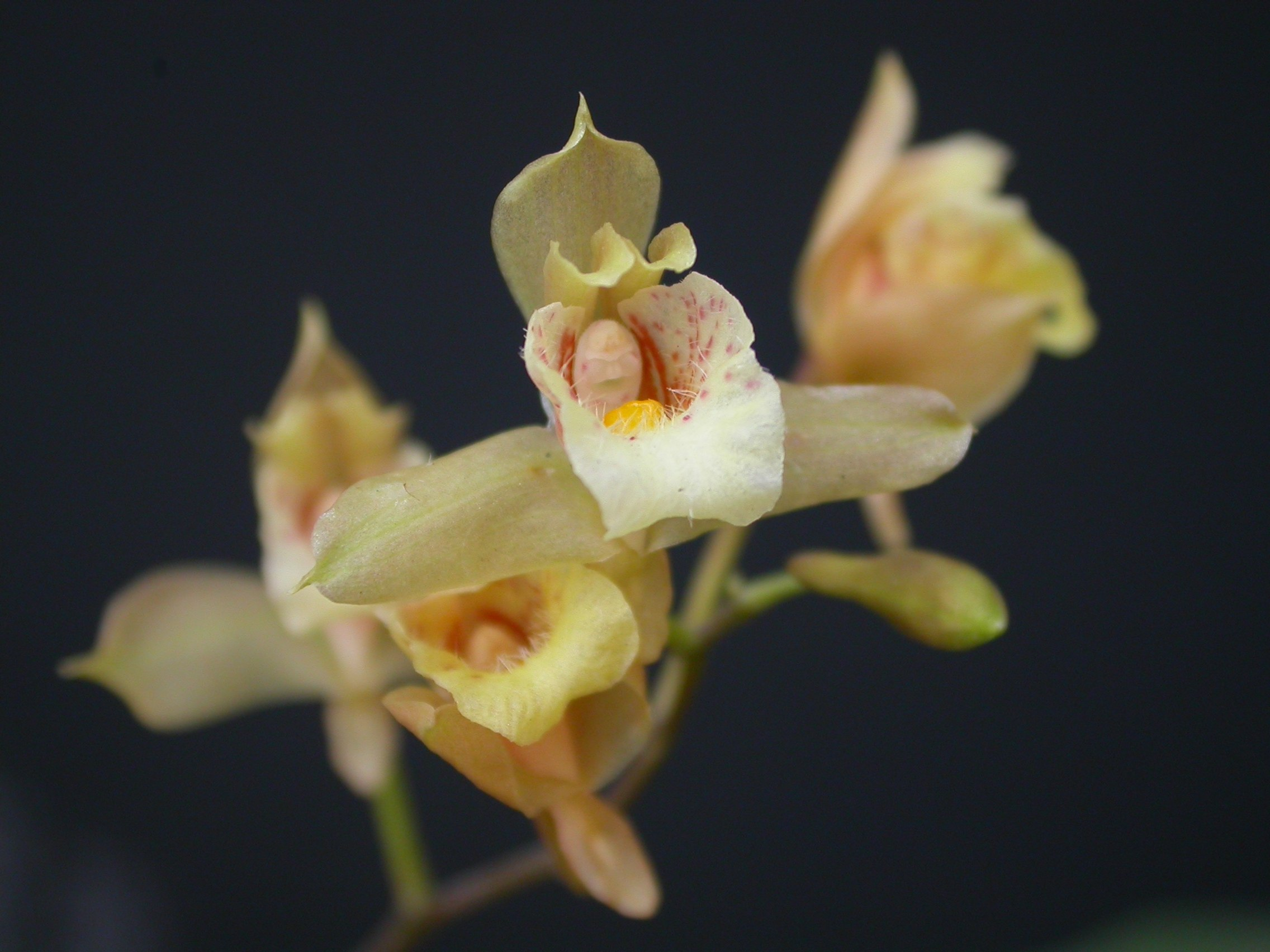
Detalle de las flores

## Características
Es una especie herbácea de pequeño tamaño, que prefiere clima cálido a fresco, es epífita con pseudobulbo  ovoide, comprimido, con cuatro ángulos y con una sola hoja apical, lanceolada. Florece sobre una inflorescencia basal en racimo con pocas a varias flores que  se producen en el verano y el otoño.

## Distribución y hábitat
Se encuentra solamente en Paraná  y otros estados del sureste de Brasil,  donde habita en los bosques húmedos. 

## Taxonomía
Pertenece al grupo de Bifrenarias pequeñas,  clasificada en la sección Stenocoryne.  Puede ser fácilmente reconocida por su color rosado, y amarillo maíz en el centro de la arcada del labio, con un largo espolón en su base.
Bifrenaria racemosa fue descrita por (Hook.) Lindl. y publicado en Edwards's Bot. Reg. 29: t. 52 1843.
Etimología
Bifrenaria: nombre genérico que deriva de las palabras griegas: bi (dos); frenum freno o tira. Aludiendo a los dos tallos parecidos a tiras, estipes que unen los polinios y el viscídium. Esta característica las distingue del género Maxillaria.

racemosa: epíteto latino que significa "en racimo".
Sinonimia
- Maxillaria racemosa Hook. 1827
- Colax racemosus (Hook.) A.Spreng. 1828
- Xylobium racemosum (Hook.) Sweet 1830
- Adipe racemosa (Hook.) Raf. 1837
- Adipe fulva Raf. 1837
- Bifrenaria melanopoda Klotzsch 1855
- Stenocoryne melanopoda (Klotzsch) Hoehne 1944
- Adipe melanopoda (Klotzsch) M.Wolff 1990<[1][6][7]